# Kudurru

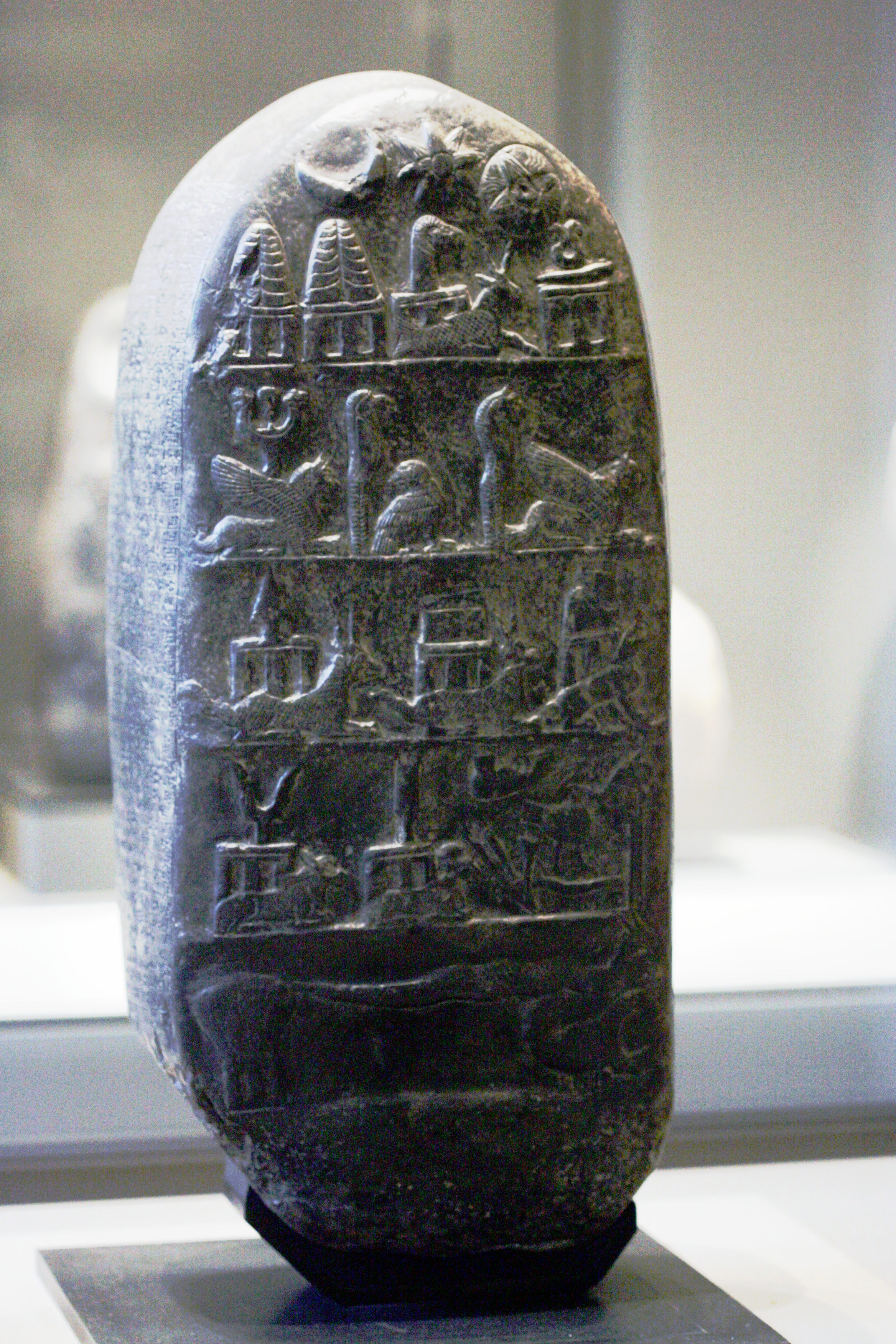
Kudurru där kung Meli-Shipak II (1186–1172 f.Kr.) ger land till Marduk-apal-iddina I.

Kudurru (akkadiska för gräns) var en typ av gränssten som användes av kassiterna i det forntida Mesopotamien. En sten i form av ett block eller en platta, tjänstgjorde som uppteckning av en försäljning eller en landgåva som gjordes av kungen till en gynnad person.
Kudurru placerades i tempel, där de skulle vara synliga för både troende och gudar. Tre sådana kudurru har hittats vid arkeologiska utgrävningar av tempel. Då de ursprungliga stenarna förvarades i templet gavs lerkopior till markägarna. Inskriptionerna på en kudurru är vanligen i två delar. Den första delen beskriver vilken typ av gåva det gäller och de bestämmelser som bifogas den. Detta följs av ett nedkallande av en gudomlig förbannelse över alla som motsatte sig gåvan. Symbolen för varje gud som åberopades representerades på stelen. Kudurru är viktiga inte bara av ekonomiska och religiösa skäl, men också som nästan de enda kvarvarande konstverken från den kassitiska perioden i Babylonien (ca. 1500 - 1155 f.Kr.).